# Ivana Janečková
Ivana Janečková est une fondeuse tchèque, née le 8 mars 1984 à Rychnov nad Kněžnou. 

## Biographie
Elle débute en Coupe du monde en janvier 2003 juste avant de participer à ses premiers Championnats du monde à Val di Fiemme. Elle marque ses premiers points en 2004. En décembre 2006, avec ses coéquipières du relais, elle obtient son unique podium en Coupe du monde à La Clusaz. Au niveau individuel, ses meilleurs résultats interviennent en 2010, avec une 12e place sur une étape du Tour de ski et une 16e place au trente kilomètres libre d'Holmenkollen.
Aux Jeux olympiques d'hiver de 2006, elle est 23e de la poursuite, 27e du trente kilomètres libre et 6e du relais.
Aux Jeux olympiques d'hiver de 2010, elle est 32e du dix kilomètres libre, 40e du trente kilomètres classique et 12e du relais.
Aux Championnats du monde, elle compte quinze départs. Son meilleur résultat individuel est une 20e place au trente kilomètres libre en 2011 et son meilleur résultat par équipes est une 5e place en relais en 2007

## Palmarès

### Coupe du monde
- Meilleur classement général : 63e en 2010.
- 1 podium en relais.
- Meilleur résultat individuel : 12e.